# Betancuria
Betancuria é um município da Espanha na província de Las Palmas, comunidade autónoma das Canárias. Tem 103,64 km² de área e em 2021 tinha 762 habitantes (densidade: 7,4 hab./km²).
Fundada por volta de 1404 por Jean de Betencourt, a cidade mais antiga de Fuerteventura, e a sua capital administrativa até 1834, é hoje a vila menos povoada da ilha. Betancuria não tem praia nem infraestruturas turísticas, mas possui um elevado interesse histórico e artístico. Em Vega de Río Palmas é o ermida da Virgen de la Peña, padroeira da ilha de Fuerteventura.

## Património
- Igreja de Santa Maria, do século XV, foi destruída pelos piratas berberiscos no século XVI e reconstruída no século XVII.
- Ermida da Virgen de la Peña, do século XVIII.

## Demografia
| Variação demográfica do município entre 1991 e 2004 | Variação demográfica do município entre 1991 e 2004 | Variação demográfica do município entre 1991 e 2004 | Variação demográfica do município entre 1991 e 2004 |
| --------------------------------------------------- | --------------------------------------------------- | --------------------------------------------------- | --------------------------------------------------- |
| 1991                                                | 1996                                                | 2001                                                | 2004                                                |
| 572                                                 | 592                                                 | 685                                                 | 749                                                 |